# 가마에정
가마에정(蒲江町)은 오이타현 남동부에 있던 정이다. 
정내에 있는 해양문화센터에는 일본에서 가장 긴 100m 길이의 해수풀장이 있으며, 매년 봄에는 맨붕을 사육하는 것으로도 유명하다. 
2005년 3월 3일에 사에키시와 5정 3촌이 합병해 새롭게 사이키시가 되었다. 

## 역사
- 1889년 4월 1일 - 정촌제 시행에 수반해 현재의 정역을 확대해 가마에촌이 성립하였다.
- 1911년 1월 1일 - 정으로 승격해 가마에정이 되었다.
- 1955년 3월 31일 - 1정 3촌이 신설합병해 새로운 가마에정이 성립하였다.
- 2005년 3월 3일 - 사이키시와 5정 3촌이 신설합병해 새롭게 사이키시가 탄생하였다.

## 교통

### 도로
- 히가시큐슈 자동차도
- 국도 388호선